# 赵善津
赵善津（1970年4月18日— ），韩国旅日职业围棋棋手，日本棋院职业九段。
赵出生于光州，在赵治勋的激励下开始学习围棋，1982年赴日本留学，拜在安藤武夫七段门下，1984年入段，1991年夺得新人王战冠军，1998年升为九段。
1999年，赵善津以4-2击败赵治勋，夺得本因坊头衔，同时终止了赵治勋的本因坊10连霸。同年在三星火灾杯中打入决赛，但以0-3不敌李昌镐。赵善津还曾获得过两次阿含桐山杯快棋赛冠军，并获得过天元战和棋圣战的挑战权。